# Ignacio Garcini y Queralt (obraz Francisca Goi)

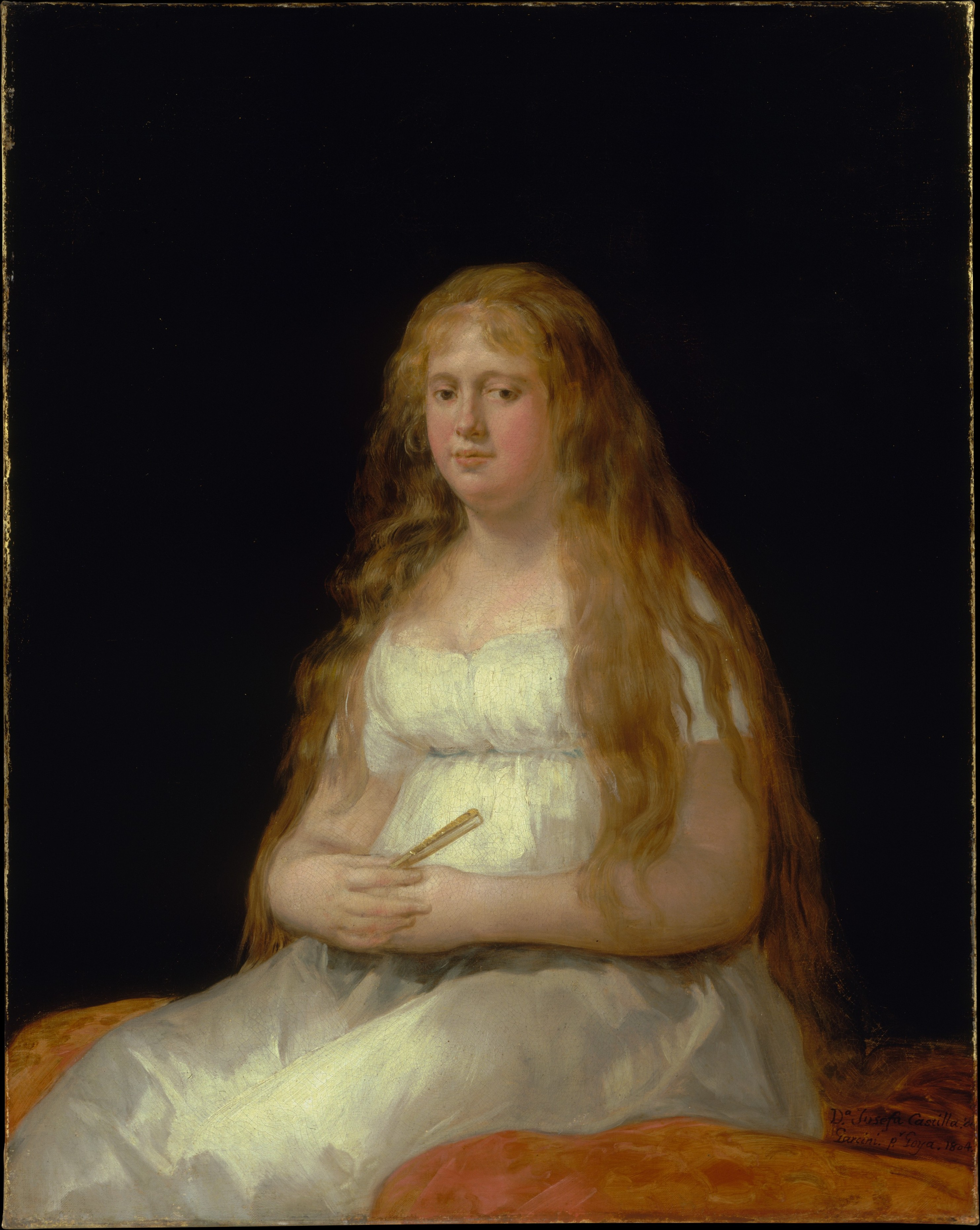
Josefa Castilla Portugal de Garcini, pendant przedstawiający żonę Ignacia

Ignacio Garcini y Queralt – obraz olejny hiszpańskiego malarza Francisca Goi, znajdujący się w kolekcji Metropolitan Museum of Art w Nowym Jorku.

## Okoliczności powstania
Okres pomiędzy nominacją Goi na pierwszego nadwornego malarza Karola IV w 1799 a inwazją napoleońską w 1808 r. był dla artysty czasem wielkiej aktywności i finansowej stabilizacji. W tym czasie powstało wiele portretów wysokiej jakości. Goya malował członków rodziny królewskiej, arystokracji, burżuazji, duchownych, polityków, bankierów, wojskowych oraz ludzi związanych z kulturą. Często portretował też swoich przyjaciół z kręgu liberałów i ilustrados. Współcześni mu wiedzieli, że jakość portretu zależała w dużej mierze od zainteresowania malarza i czasu, jaki był gotowy mu poświęcić.
W 1804 sportretował małżonków Ignacia Garciniego y Queralta (1752–1825) i Josefę Castilla Portugal y Wanasbrok de Garcini (1775–1850), którzy – podążając za panującą wśród wyższych klas modą – zamówili parę portretów. Małżeństwo Garcinich było wtedy uprzywilejowane na królewskim dworze. Wojskowy Ignacio Garcini był brygadierem Korpusu Inżynierów, pracował także w ministerstwie wojny. Josefa była jedną z dam dworu królowej Marii Ludwiki. O ich bliskiej relacji z monarchami świadczą zachowane dokumenty z Pałacu Królewskiego. Kiedy Josefa była w ciąży w 1801, król Karol IV deklarował chęć zostania ojcem chrzestnym dziecka, co było wielkim zaszczytem. Z okazji narodzin dziecka rodzice otrzymali także wartościowy klejnot. Apogeum ich wpływów na dworze przypadło na rok 1806, kiedy Ignacio Garcini został kawalerem Zakonu Santiago. Po francuskiej inwazji na Hiszpanię w 1808 Garcini kolaborował z nowym rządem, przez co spotkały go prześladowania, które opisał we wspomnieniach wydanych w 1811.

## Pendanty
Chociaż oba portrety powstały jako pendanty, znacznie różnią się sposobem przedstawienia postaci. Portret Ignacia ma oficjalny charakter, podczas gdy portret jego żony jest nieformalny i odbiegający od większości kobiecych portretów Goi. Ponadto Ives i Stein uważają obrazy za zaskakująco zimne, pozbawione emocjonalnej więzi, która wizualnie łączyłaby przedstawionych małżonków. Ich postaci nie są zwrócone ku sobie w tradycyjny dla przedstawiania par sposób. Janis Tomlinson zwraca uwagę, że również stroje postaci nie są dopasowane i kwestionuje, czy oba portrety miały być w zamiarze oglądane obok siebie. Juliet Wilson Bareau opisuje portrety Garcinich jako „niezwykle dziwne pendanty”, podając w wątpliwość atrybucję Goi. Uważa, że inskrypcje są nieprzekonujące, i dodaje, że obrazy zostały po raz pierwszy wystawione dopiero na wystawie w Madrycie w 1900, która prezentowała wiele wątpliwych atrybucji. Również Weissberger, analizując pismo Goi, uznał inskrypcje z portretów Garcinich za imitacje malarza, różniące się od konwencjonalnego tekstu kursywą np. z Portretu Bernarda de Iriarte. Opinie co do jakości obrazów są podzielone. Valverde Madrid uważa, że portret damy jest „już w pełni romantyczny”, podczas gdy ten przedstawiający jej męża pozostaje w XVIII-wiecznym kanonie malarskim. Według Wilson i Gassiera portret Josefy jest mniej udany, niż jej męża.

## Opis obrazu
Malarz przedstawił Ignacia Garciniego y Queralta na ciemnym, neutralnym tle, w trzech czwartych postaci. Na tym obrazie Goya po raz pierwszy nie oddzielił wyraźnie postaci od tła, zabieg ten stosuje później w wielu portretach. Garcini ubrany jest w mundur wojskowy Korpusu Inżynierów, na który składają się białe bryczesy i granatowy kaftan z czerwonym kołnierzem, mankietami i podszewką. Na kołnierzu wyhaftowane są srebrne zamki, a czarne, aksamitne klapy kaftana są ozdobione szerokimi, srebrnymi dziurkami na guziki. Czerwony Krzyż Orderu Świętego Jakuba i medal zostały prawdopodobnie domalowane później, gdyż Garcini otrzymał je w 1806. Brygadier jest przedstawiony w wojskowej pozie, pewny siebie i zadowolony; na jego twarzy maluje się skryty uśmiech. Lewą ręką trzyma szablę, której widoczna jest jedynie rękojeść, a prawą ukrywa na piersi, pod połą kaftana.
Według Moralesa jest to konwencjonalny portret wykonany na zamówienie, chociaż wyróżnia się ekspresja twarzy. Detale munduru takie jak kołnierz, mankiety kaftana, guziki i odznaczenia zostały oddane wielką starannością. Włosy są wykonane lekkimi pociągnięciami pędzla. Światło skupia się na twarzy modela, podkreślając jego osobowość. Radiografia ujawniła, że na płótnie w miejscu oczu były przebite dziury, a oczy zostały przemalowane.
Inskrypcja na obrazie głosi: Dn / Ignacio Garcini por Goya 1804.

## Proweniencja
Obraz znajdował się w posiadaniu Ignacia Garciniego y Queralta do jego śmierci, następnie przeszedł na Rosę Garcini y Arizcun i kolejno Vicente Garciniego w Madrycie. Później był własnością malarza Ricarda Madraza. Madrazo zaoferował pendanty amerykańskiej kolekcjonerce Louisine Havemeyer, która zaaranżowała ich sprzedaż Oliverowi H. Payne w Nowym Jorku. Obraz odziedziczył jego siostrzeniec Harry Payne Bingham, który przekazał go Metropolitan Museum of Art w 1955.